# Henri Goovaerts
Henri Florimond Goovaerts (Maastricht, 13 november 1865 — aldaar, 23 augustus 1912) was een Nederlands kunstschilder. Hij was zoon van Josephina Joanna Hubertina Scheffers en huisschilder Petrus Franciscus Goovaerts en moest op jeugdige leeftijd zijn vader helpen met het schilderen van ornamenten op plafonds. Al gauw begon hij ook op doek te schilderen. Op het momenteel oudst bekende schilderij dat nog bestaat, daterend uit 1881, is te zien dat Henri Goovaerts op jeugdige leeftijd (in 1881 was hij immers pas 16) al veel talent aan de dag legde.

## Studie
Hij besloot kunstschilder te worden en ging, tegen de zin van zijn vader, studeren aan de Academie te Mechelen. Hier studeerde hij van 1883 tot en met 1885 en had les van onder andere de toenmalige directeur van de Academie van Mechelen Willem Geets. In het eerste jaar behaalde hij de eerste prijs en het zilveren eremetaal voor het onderdeel tekenen naar antieke rompen en sieraden. In het tweede jaar behaalde hij de eerste prijs en het zilveren verguld eremetaal voor tekenen naar de natuur en het antiek figuur. In de hogere afdeling Schilderkunst en Landschapsschilderkunst behaalde hij ook de eerste prijs met zilveren verguld eremetaal.
Van 1887 tot en met 1889 studeerde hij aan de Rijksakademie van beeldende kunsten te Amsterdam en nam zich gedurende deze studie voor om mee te dingen naar de Prix de Rome. In 1890 won hij deze felbegeerde prijs met het schilderij Dido, die Aeneas nakijkt  en mocht op kosten van de Staat een studiereis maken door Italië en Spanje, alwaar hij in opdracht een aantal werken van grote meesters moest kopiëren. Al werkende aan een kopie in het Prado te Madrid ontmoette hij Jozef Israëls, die toevallig ook in Spanje was. Israëls vermeldt deze ontmoeting in zijn boek "Spanje, een reisverhaal". In Italië schilderde Goovaerts in 1892 het doek Zinnebeeld der Lente, een kopie van Botticelli's La Primavera. Het doek hangt tegenwoordig in de directeurskamer van het Koninklijk Nederlands Instituut Rome. 

## Opdrachten
Na zijn studiereis keerde Goovaerts terug naar Maastricht en richtte daar een atelier in. Hij legde zich vooral toe op het schilderen van portretten, hoewel hij zo nu en dan ook andere opdrachten kreeg. Zo schilderde hij voor de gemeente Maastricht het schilderij "Charité", dat in 1895 aan Koningin Wilhelmina werd aangeboden bij haar bezoek aan de stad. Het schilderij bevindt zich thans in het Koninklijk Huisarchief van Paleis Noordeinde. 
Vele portretopdrachten volgden, vooral van plaatselijke notabelen. In 1900 werd Goovaerts naar Parijs gestuurd om daar een aantal grote werken te kopiëren, waaronder "De graflegging" van Titiaan, een portret van Rembrandt en een Hollands interieur van Pieter de Hooch. Van 1900 tot en met 1904 verbleef Goovaerts met zijn gezin in Zwitserland om daar van familieleden van een aantal rijke families portretten te schilderen. Gedurende zijn leven heeft Goovaerts ateliers gehad in Maastricht, Düsseldorf, Essen, Aken en Hamburg. Rond 1910 portretteerde hij zijn eigen zus zangeres Jenny Goovaerts.

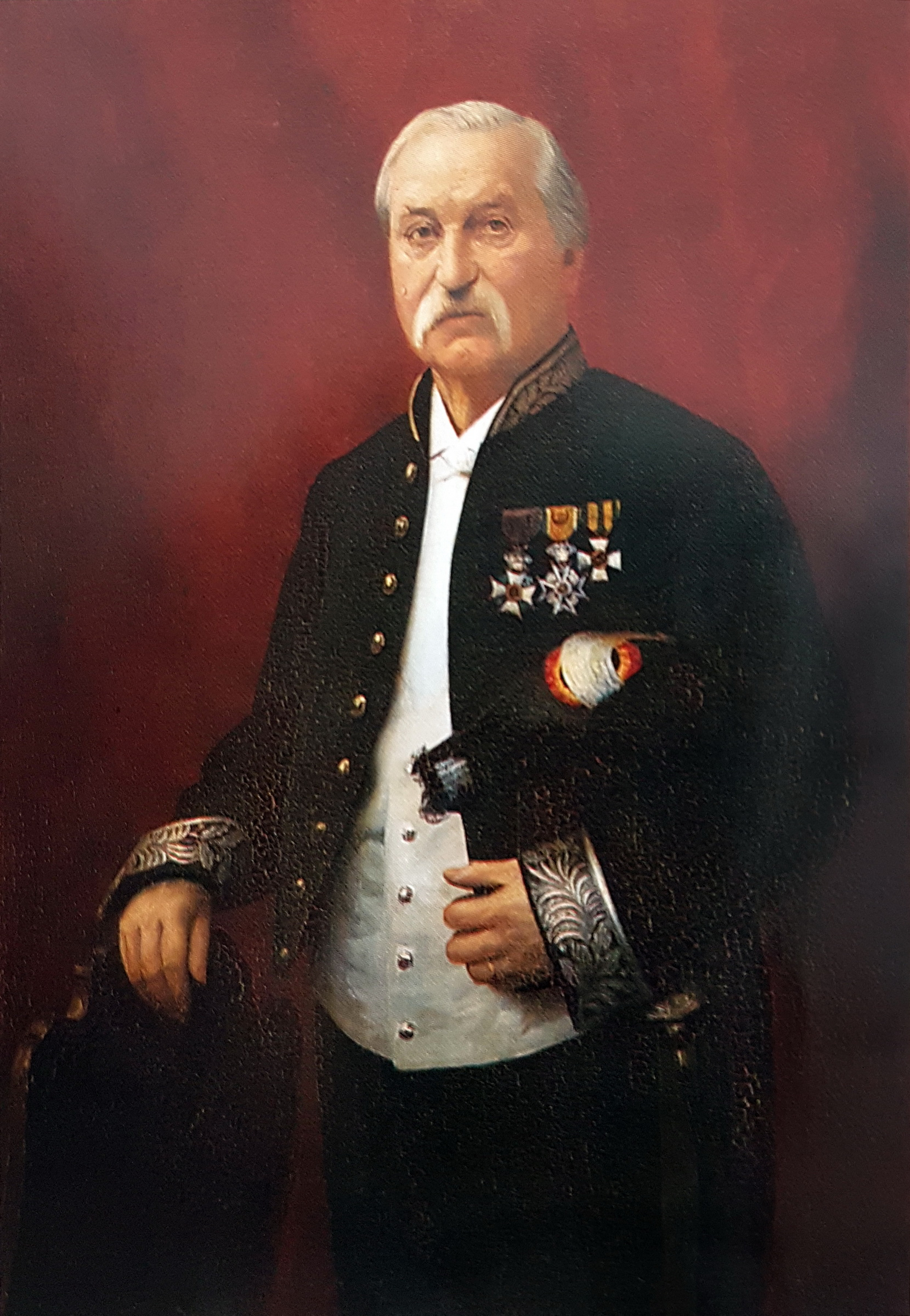
Portret van G.D.L. Franquinet
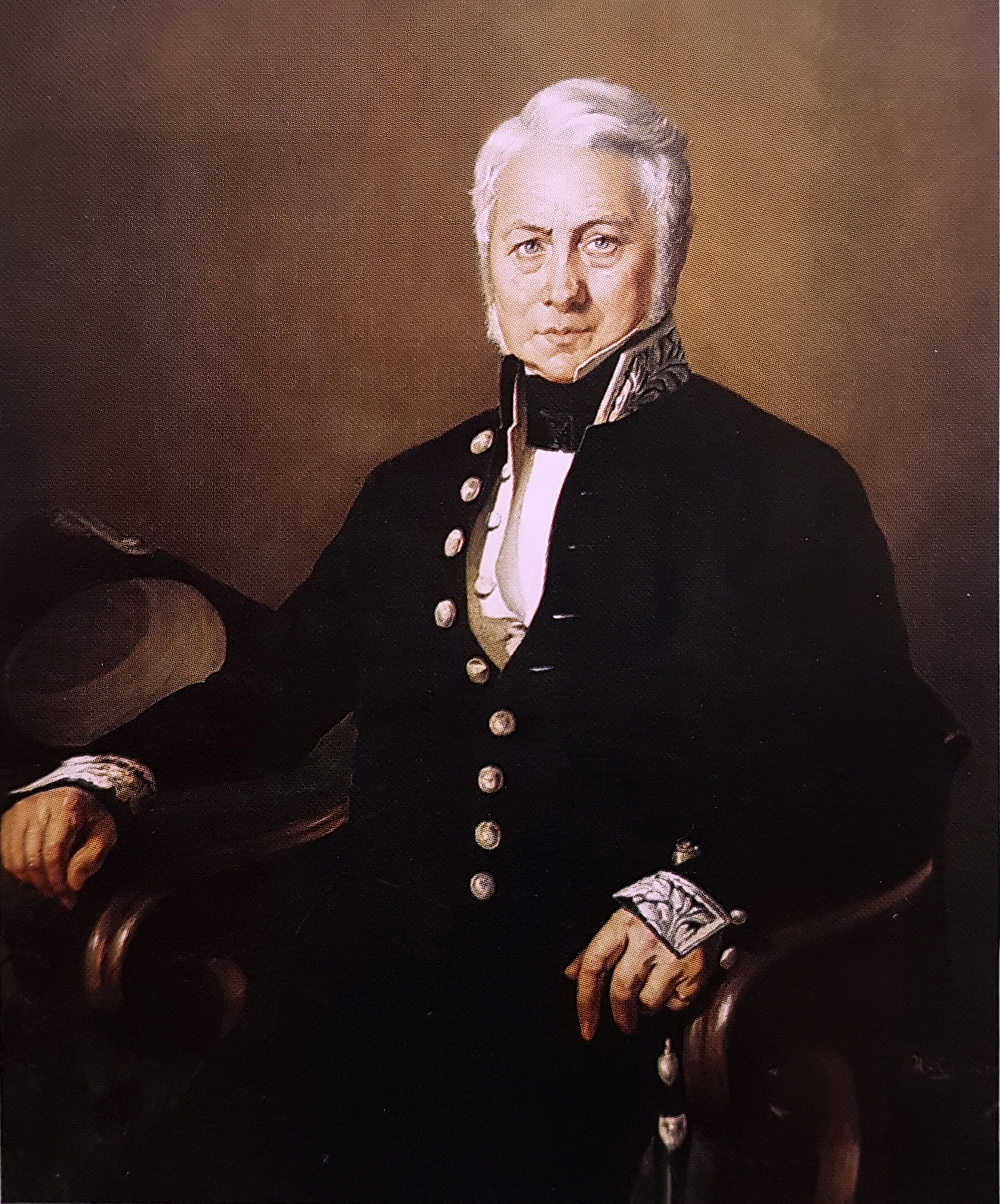
Portret van Hennequin
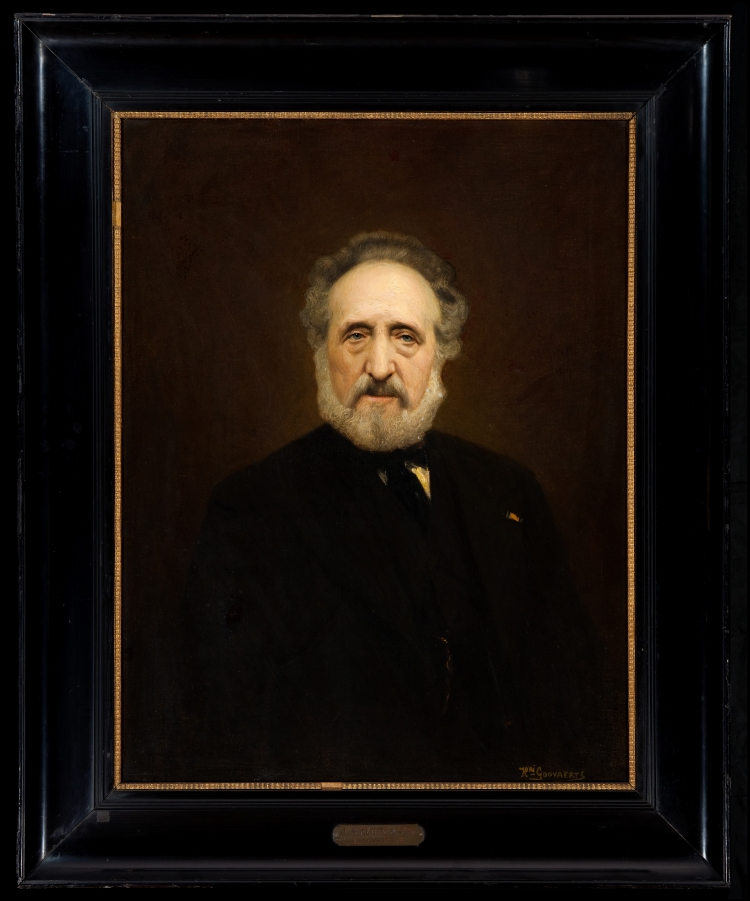
Portret van Keurenaer

## Overlijden

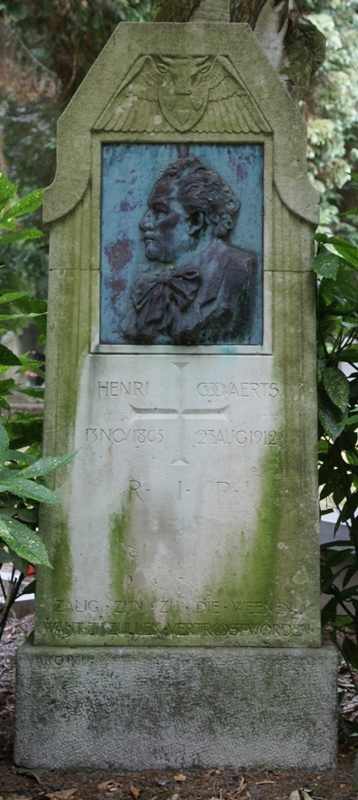
Graf van Henri Goovaerts te Maastricht

Henri Goovaerts overleed op 46-jarige leeftijd op 23 augustus 1912. In 1933 werd besloten om in Maastricht een straat naar Henri Goovaerts te vernoemen ("Henri Goovaertsweg"). Deze is gelegen op Sint Pieter, in het zuiden van de stad op de linker Maasoever. Het grafmonument van Goovaerts, dat is gemaakt door de Maastrichtse beeldhouwer Gerard  Hack, wordt nog altijd door de gemeente Maastricht verzorgd en is te bezichtigen op de Algemene Begraafplaats aan de Tongerseweg te Maastricht. De achterkleinzoon van Goovaerts is de pianist Bernard Goovaerts.

## Musea
Het meeste werk van Goovaerts is in het bezit van particulieren over de hele wereld en het Bonnefantenmuseum te Maastricht. Het Suermondt-Ludwig Museum te Aken is in het bezit van een portret van professor Kraus en het Museum für Kunst und Kulturgeschichte te Lübeck bezit een portret van de schrijfster Ida Boy-Ed.